# Kanakerbraut
Kanakerbraut ist ein deutscher Spielfilm von Uwe Schrader aus dem Jahr 1983.

## Hintergrund
Kanakerbraut ist der erste Teil der Spielfilm-Trilogie von Schrader, zu der außerdem Sierra Leone und Mau Mau zählen.

## Kritiken
„Atmosphärisch dichte Milieu- und Sozialstudie, die jedoch dramaturgisch unsicher ist und einen zwiespältigen Eindruck hinterlässt: die Personen sind in zynischer Weise als Typen dargestellt und dadurch dem Gelächter preisgegeben.“

„Wie lange es her ist, dass mich ein deutscher Erstlingsfilm so berührt und gepackt hat wie Uwe Schraders Kanakerbraut, weiß ich nicht mehr.“

„Regie, Schauspieler (Peter Franke als Paul, Brigitte Janner als Lisa, Gerd Olschewski als Vertreter) und vor allem auch die von Klaus Müller-Laue souverän und unaufdringlich geführte Handkamera erreichen eine in deutschen Kinos […] selten gewordene Eindringlichkeit und Lebendigkeit.“

„Tatsächlich aber signalisiert Schraders Kanakerbraut, vielleicht, Hoffnung für einen wirklich neuen deutschen Film.“

„Mit dem Film Kanakerbraut hat die Berliner Filmszene ein vielversprechendes neues Talent vorgestellt: Uwe Schrader. […] eine gut ausgearbeitete, professionelle Arbeit.“

„Jenseits glatter Gefälligkeit, die im heutigen Kino gang und gäbe ist, herrscht das Reich des Unbekümmerten. Wo es produktiv ist, also einen Stil hat, wie in diesem Film, entwickelt es eine Intensität, die gelegentlich umschlägt in Poesie.“

„Die Reduzierung der Personen auf ihr Typisches stellt ihn in die Tradition großer realistischer Filme wie Lionel Rogoshins ‚On The Bowery’ und Martin Scorseses ‚Mean Streets – Hexenkessel’.“

„Uwe Schrader hat einen erstaunlichen, sehr einfühlsamen Erstlingsfilm vorgelegt, […] einen vitalen, mitreißenden Film über eine einfache, deprimierende Geschichte gedreht, die den Zuschauer nicht in Depressionen aus dem Kino jagt, sondern ihm ganz nebenbei und ganz unauffällig Denkanstöße gibt.“

„Uwe Schrader denunziert nicht, belehrt nicht. Seine Milieu-Studie ist voll mitfühlender Poesie der Tristesse.“

„Sein Held Paul (Peter Franke) – eine sensationelle Schauspielentdeckung fürs Kino. […] Ein kleiner, schmutziger, ungemein schöner und eindringlicher Film. […] Scorsese auf Berliner Pflaster – auch das gibt es im deutschen Film noch.“

„Kanakerbraut […] ist sensible, packende Zustandsbeschreibung, weder Peepshow-Klappe noch moralisierender Zeigefinger-Wink.“

„Es kommt nicht oft vor, das ein deutscher Film ein Stück Wirklichkeit so hautnah und direkt in den Griff kriegt, wie es Uwe Schrader mit seinem Erstlingsfilm gelungen ist. […] Ein ganz großer kleiner Film.“

„Wie Schrader mit Gefühl und Wissen, bar jeder Berührungsängste und manchmal fast dokumentarisch das Bild dieser Menschen zeichnet, ohne den Zuschauer in Hoffnungslosigkeit versinken zu lassen, ist selten im deutschen Film.“

„Brigitte Janners (Lisa) und Peter Frankes (Paul) […] Darstellungsstil, der den Grenzbereich zwischen Realität und Fiktion so kunstvoll berührt, wie man es nur selten erlebt.“

„[…] Schrader gelingt es nicht nur, das Milieu in beklemmender Echtheit und liebevoller Solidarität zu beschreiben, er beweist auch und vor allem in der Schauspielerwahl und -führung eine mehr als glückliche Hand.“

„Unprätentiös, zärtlich und lakonisch erzählt er mit einer hervorragenden Ausstattung, in der wirklich vom Nikotinfinger bis zur Wohnungseinrichtung alles stimmt. […] Das Wunderbare an diesem Film ist jedoch, dass er es schafft, eine normal traurige Geschichte zu erzählen, ohne den Zuschauer völlig fertig aus dem Kino zu entlassen. […] Mit nur 30.000 DM, von 16 auf 35 mm aufgeblasen, mit Handkamera gefilmt, halte ich ihn für einen der besten neuen deutschen Filme in diesem Jahr! Geht da bloß rein.“

## Auszeichnungen
- Internationale Hofer Filmtage 1983: Goldener Tip.
- Internationale Filmfestspiele von Cannes 1984: Nominierung Caméra d’Or. Prix Georges Sadoul
- Deutscher Filmpreis 1984: Filmband in Gold (Regie) an Uwe Schrader
- FBW-Prädikat „besonders wertvoll“